# Nevada
 Ovo je glavno značenje pojma Nevada. Za naselje u općini Ravno, istočna Hercegovina, BiH pogledajte Nevada (Ravno, BiH).
Nevada, savezna država na planinskom zapadnom području SAD.-a, smještena u zavali između Stjenjaka i Sierra Nevade. Na sjeveru graniči s Oregonom i Idahom, za zapadu s Kalifornijom i na istoku s Utahom i Arizonom na krajnjem jugu, od koje je odijeljena dubokim kanjonom rijeke Colorado. Nevada je tek mjestimično pošumljena (nacionalne šume, kao Toiyabe i Humboldt), a obradive površine zahtijevaju navodnjavanje. Glavna središta, gradovi Carson City, Reno i Sparks nalaze se više-manje u blizini jezera Tahoe, a poznato kockarsko središte Las Vegas, na pustinjskom jugu. 
Prstanovnici Nevade su Indijanci Washo uz rijeku Truckee i jezero Tahoe, Zapadni Šošoni u dolini rijeke Reese, Gosiute na istoku, Pajuti na jugoistoku i Sjeverni Pajuti na zapadu; danas poglavito na rezervatima.

## Okruzi (Counties)
Nevada se satoji od 17 okruga (counties)

## Najveći gradovi
| Grad            | Okrug       | Stanovnici 1. travnja 2000 | Stanovnici 1. srpnja 2004 |
| --------------- | ----------- | -------------------------- | ------------------------- |
| Las Vegas       | Clark       | 478.434                    | 534.847                   |
| Reno            | Washoe      | 180.480                    | 197.963                   |
| Paradise        | Clark       | -                          | 188.768                   |
| Sunrise Manor   | Clark       | -                          | 184.801                   |
| North Las Vegas | Clark       | 115.488                    | 158.748                   |
| Spring Valley   | Clark       | -                          | 161.286                   |
| Sparks          | Washoe      | 66.346                     | 81.014                    |
| Carson City     | Carson City | 52.457                     | 55.974                    |
| Elko            | Elko        | 16.708                     | 16.230                    |
| Boulder City    | Clark       | 14.966                     | 15.246                    |